# David Franzoni
David Harold Franzoni (Vermont, 4 de Março de 1947) é um roteirista e produtor de cinema. Ele concebeu a história, co-escreveu e co-produziu o filme Gladiador de 2000, pelo qual foi indicado ao Oscar de Melhor Roteiro Original e ganhou o Oscar de Melhor Filme. Seus outros roteiros incluem King Arthur (2004), Amistad (1997), e Jumpin 'Jack Flash (1986).

## Filmografia
| Ano  | Título                                      | Escritor | Produtor  | Diretor(s)        | Notas                                                       |
| ---- | ------------------------------------------- | -------- | --------- | ----------------- | ----------------------------------------------------------- |
| 1986 | Jumpin' Jack Flash                          | Sim      | Não       | Penny Marshall    | co-escrita com Charles Shyer, Nancy Meyers e Chris Thompson |
| 1992 | Citizen Cohn                                | Sim      | Não       | Frank Pierson     | filme de televisão                                          |
| 1997 | Amistad                                     | Sim      | Não       | Steven Spielberg  |                                                             |
| 2000 | Gladiator                                   | Sim      | Não       | Ridley Scott      | co-escrito com John Logan e William Nicholson               |
| 2004 | King Arthur                                 | Sim      | Não       | Antoine Fuqua     |                                                             |
| 2018 | Black and White Stripes: The Juventus Story | Não      | Executive | La Villa Brothers | documentário                                                |
| 2024 | Gladiator 2                                 | Não      | Sim       | Ridley Scott      |                                                             |
| TBA  | JSA                                         | Sim      | Não       | Ele mesmo         | estreia na direção                                          |